# Abbaye d'Olde
L’abbaye d'Olde est une ancienne abbaye bénédictine à Moorweg, dans le Land de Basse-Saxe et le diocèse d'Osnabrück.

## Histoire
Le monastère est à partir de 1421 un domaine agricole de l'abbaye de Marienkamp, alors abbaye augustine, mais est probablement beaucoup plus ancien. Il est probable qu'il remonte à un monastère fondé par les bénédictins, mentionné pour la première fois en 1235 et qui est probablement le prédécesseur de Marienkamp. Ce sont probablement les moines d'Olde et de l'abbaye de Sconamora qui créent un système de drainage dans la région et fondent Bensersiel vers 1300.
L'abbaye d'Olde est un important sanctuaire marial, qui attire de nombreux pèlerins chaque année au Moyen Âge. Elle a sa propre église. Après 1424, le prieur de Marienkamp, Arnold von Crefeld, fait construire un nouveau chœur à Olde.
Avec la sécularisation de Marienkamp en 1530 et d'Olde, elle est dissoute et devient la propriété du comte Ennon II de Frise orientale. On laisse un élevage qu'on subordonne à l'administration du domaine de Schoo. La partie sud du terrain est reboisée vers 1900 et privatisée, les zones autour de l’ancien monastère sont vendus au premier tiers du XXe siècle comme des terres agricoles.
Il ne reste aucun bâtiment abbatial. On ne sait pas comment le monastère était. Des fouilles n'ont pas été menées. À environ 250 m au sud-ouest du village désert, il y a des traces d'un étang à poissons dans la prairie à la lisière de la forêt, à environ 700 m au sud-est de vestiges d'anciennes installations de gestion de l'eau et de la tourbe attribuées au monastère.